# Salukokoasche
Salukokoasche (russisch Залукокоаже, kabardinisch Дзэлыкъуэ къуажэ) ist eine Siedlung städtischen Typs in der Republik Kabardino-Balkarien (Russland) mit 9859 Einwohnern (Stand 14. Oktober 2010).

## Geografie
Die Siedlung liegt am Nordrand des Großen Kaukasus gut 50 km Luftlinie nordwestlich der Republikhauptstadt Naltschik unweit der Grenze zur Region Stawropol, etwa 20 km von der Großstadt Pjatigorsk entfernt, am Oberlauf der Solka, eines rechten Nebenflusses der Kuma.
Salukokoasche ist Verwaltungszentrum des Rajons Solski, der den nordwestlichen Teil der Republik einnimmt. Der größte Teil der Einwohner des Rajons wie auch der Siedlung sind Kabardiner.

## Geschichte
Der Ort wurde 1904 von kabardinischen Umsiedlern aus dem Aul Abukokuasche (russisch Abukowo) bei Kislowodsk (heute Perwomaiskoje) gegründet und trug zunächst den gleichen Namen.
1913 in dem Gebiet zu Unruhen unter den kabardinischer Kleinbauern, die sich gegen eine von den Behörden sanktionierte Landnahme durch kabardinische Gestütsbetreiber sowie Kosaken richtete und später als Solka-Aufstand bezeichnet wurden. Daran war unter anderem der spätere Parteifunktionär der Bolschewiki Sergei Kirow beteiligt, der sich in diese Zeit im Nordkaukasus aufhielt, und für den deshalb in der sowjetischen Periode im Ort ein Denkmal errichtet wurde.
Am 14. Mai 1920 erhielt der Ort seinen heutigen Namen, eine Umformung der kabardinischen Wörter dsel (‚Weide‘), kue (‚Tal‘) und kuasche (‚Siedlung‘); der Name steht also für eine „Siedlung in einem mit Weiden bewachsenen Flusstal“.
Im Zweiten Weltkrieg war Salukokoasche vom 2. August 1942 bis 11. Januar 1943 von der deutschen Wehrmacht okkupiert.
Seit 1976 besitzt Salukokoasche den Status einer Siedlung städtischen Typs.

### Bevölkerungsentwicklung
| Jahr | Einwohner |
| ---- | --------- |
| 1959 | 2567      |
| 1970 | 3636      |
| 1979 | 4364      |
| 1989 | 6110      |
| 2002 | 9276      |
| 2010 | 9859      |

Anmerkung: Volkszählungsdaten

## Wirtschaft und Infrastruktur
Salukokoasche liegt in einem Landwirtschaftsgebiet, in dem vorrangig Obst und Gemüse und Weizen angebaut sowie Viehzucht betrieben wird.
Durch den Ort führt die entlang dem Kaukasusnordrand in Richtung Aserbaidschan führende Fernstraße M29 (auf diesem Abschnitt zugleich Europastraße 117) auf dem Abschnitt zwischen Pjatigorsk (wo sich die nächste Bahnstation befindet) und Baksan.